# Katie Wilson
Kaitlin Gisele Wilson (* 11. Juli 1990 in Arizona) ist eine US-amerikanische Schauspielerin und Synchronsprecherin.

## Leben
Wilson wurde am 11. Juli 1990 im US-Bundesstaat Arizona geboren. Als Theaterschauspielerin wirkte sie unter anderen an Stücken des Valley Youth Theatre, des Stagebrush Theatre und des Desert Stages Theatre mit. Für ihre dortigen Leistungen wurde sie unter anderen 2007 als herausragende Nebendarstellerin des National Youth Theatre nominiert. 2008 folgte eine Nominierung als Beste Schauspielerin sowie eine Nominierung als beste Hauptdarsteller am Valley Youth Theatre im selben Jahr. Seit 2009 ist sie regelmäßig als Fernseh- und Filmschauspielerin zu sehen. 2011 stellte sie die Rolle der Julia Hart im Katastrophenfilm Eiszeit – New York 2012 dar. Im selben Jahr war sie außerdem in sieben Episoden der Fernsehserie Six Figures als Laurel Fitzgerald zu sehen. Ab demselben Jahr bis einschließlich 2014 verkörperte sie in 19 Episoden der Miniserie Walking in Circles die Rolle der Angie. Sie stellte die Rolle der Daenerys Targaryen in den Kurzfilmen Beer of Thrones und Game of Thrones Parody of Frozen’s Let It Go sowie in einer Episode der Fernsehserie The Warp Zone. Neben Besetzungen in verschiedenen Kurzfilmen erhielt sie Episodenrollen in Fernsehserien wie Ladies of Rap, Superstore und Into the Dark.

## Filmografie (Auswahl)

### Schauspiel
- 2009: Bobby Fischer Live
- 2010: Gut-to-Go (Kurzfilm)
- 2011: Eiszeit – New York 2012 (2012: Ice Age)
- 2011: Six Figures (Fernsehserie, 7 Episoden)
- 2011: Passport to Explore (Fernsehserie, 2 Episoden)
- 2011: The Dark Horse (Fernsehserie)
- 2011: 3 Times a Charm
- 2011–2014: Walking in Circles (Miniserie, 19 Episoden)
- 2012: Celebrity Sex Tape
- 2012: Until College (Kurzfilm)
- 2013: Walk of Shame (Fernsehserie, Episode 1x06)
- 2013: The Ladies & The Gents (Fernsehserie, Episode 1x01)
- 2013: Beer of Thrones (Kurzfilm)
- 2013: Before the Dawn (Kurzfilm)
- 2014: Third String Kicker (Fernsehserie, Episode 5x13)
- 2014: The Warp Zone (Fernsehserie, 1 Episode)
- 2014: Game of Thrones Parody of Frozen’s Let It Go (Kurzfilm)
- 2015: Smite Night! (Kurzfilm)
- 2015: Bob Thunder: Internet Assassin
- 2016: Ladies of Rap (Fernsehserie, Episode 2x11)
- 2016: The Hunger (Kurzfilm)
- 2017: My Crazy Ex (Fernsehserie, Episode 4x14)
- 2018: Superstore (Fernsehserie, Episode 3x09)
- 2018: God Complex
- 2018–2019: Into the Dark (Fernsehserie, 2 Episoden, verschiedene Rollen)
- 2023: Quantum Leap (Fernsehserie, Episode 2x02)
- 2023: Faster, Purple Worm! Kill! Kill! (Fernsehserie, Episode 1x16)

### Synchronisationen
- 2015: Smash Supremacy (Fernsehserie, Episode 1x10)
- 2015: If Video Games Had Facebook (Kurzfilm)

## Theater (Auswahl)
- Joseph And The Amazing Technicolor Dreamcoat, Valley Youth Theatre
- High School Musical, Valley Youth Theatre
- High School Musical, Stagebrush Theatre
- Grease, Desert Stages Theatre
- Annie, Desert Stages Theatre
- Tobacco The Musical, Maricopa Dept. of Education
- Seussical, Red Mountain Theatre
- The King & I, Desert Stages Theatre
- Grease, Desert Stages Theatre
- The Wiz, Desert Stages Theatre